# Yosemite Wilderness Center
La Yosemite Wilderness Center est un office de tourisme dans le comté de Mariposa, en Californie, dans le sud-ouest des États-Unis. Protégé au sein du parc national de Yosemite, il est géré par le National Park Service et présente en particulier la Yosemite Wilderness.
Le bâtiment a été construit en 1925 pour servir de studio photographique à Julius Boysen, qui dès 1898 avait déjà un point de vente dans le parc. Passé à sa veuve à sa mort en 1939, il est repris par la Yosemite Park and Curry Company et rouvert comme boutique de souvenirs le 26 août 1943. C'est une propriété contributrice au district historique de Yosemite Village depuis la création de ce district historique le 30 mars 1978. Il contribue également, sous le même nom de Pohono Indian Studio, au district dit « Yosemite Valley » depuis sa création le 14 décembre 2006.